# 206 Hersilija
206 Hersilija (mednarodno ime 206 Hersilia) je velik asteroid tipa C v glavnem asteroidnem pasu. 

## Odkritje
Asteroid je odkril nemško-ameriški astronom Christian Heinrich Friedrich Peters (1813 – 1890) 13. oktobra 1879 .  Imenuje se po Hersiliji, ženi Romula iz rimske mitologije.

## Lastnosti
Asteroid Hersilija obkroži Sonce v 4,54 letih. Njegova tirnica ima izsrednost 0,041, nagnjena pa je za 3,781° proti ekliptiki. Njegov premer je 113 km, okoli svoje osi se zavrti v 11,11 h.